# Depresiunea Ciucului
Depresiunea Ciucului de origine tectono-erozivă, este o depresiune intercarpatică, situată în partea centrală a Carpaților Orientali, drenată de cursul superior al Oltului și afluenții acestuia (Racu, Pusnic, Cozmeni, Segheș, Beta).

## Suprafață
Depresiunea Ciucului se întinde pe o lungime de peste 50 de km. și o lățime maximă de 10 km, având o suprafațâ de circa 300 kmp.

## Relief
Relieful este reprezentat printr-un șes aluvial format din cele 2-3 terase ale Oltului și o luncă mlăștinoasă. Depresiunea este despărțită de către cei doi pinteni, cel de la Racu în nord și cel de la Jigodin în sud, în trei compartimente: Ciucul de Sus unde predomină un relief colinar, Ciucul de Mijloc și Ciucul de Jos cu un  relief de luncă largă, mlaștini și terase. Depresiunea comunică la sud prin pasul Tușnad cu Depresiunea Sfântu Gheorghe ( Depresiunea Brașovului) iar la nord cu Depresiunea Giurgeului, prin pasul Sândominic. Pasurile Ghimeș și Uz asigură legătura cu Moldova, pasul Lăzărești cu Depresiunea Cașin și Tărgu Secuiesc iar pasul Vlăhița din Munții Harghitei, cu centrul Transilvaniei.

## Clima
Depresiunea Ciucului se individualizează din punct de vedere climateric, datorită topoclimatului specific, caracterizat prin frecvențe mari și persistențe îndelungate ale inversiunile termice nocturne și de iarnă. Datorită acestor fenomene, depresiunea se situează printre cele mai reci și umede regiuni ale țării, atât vara cât și iarna.

## Hidrografie
Depresiunea are numeroase izvoare cu ape minerale potabile și curative, izvoare mezotermale și este drenată de cursul superior al Oltului cu afluenții săi.